# Co2online
Die co2online gemeinnützige Beratungsgesellschaft mbH (Eigenschreibweise co2online) wurde 2003 von Johannes Hengstenberg in Berlin gegründet. Mithilfe unterschiedlicher Beratungsleistungen und Kampagnen sollen Privathaushalte dazu motiviert werden, ihren Endenergieverbrauch und ihre CO2-Emissionen zu senken. Die Finanzierung der Gesellschaft erfolgt weitgehend aus Mitteln deutscher Bundesministerien.

## Organisation
Am Unternehmenssitz in Berlin-Schöneberg arbeiten rund 50 Mitarbeiter. Geschäftsführerin ist Tanja Loitz. Finanziert wurde das Unternehmen im Jahr 2022 vor allem aus Zuwendungen und Aufträgen des Bundeswirtschaftsministeriums sowie anderer Bundesministerien und des Umweltbundesamts.

## Beratung und Kampagnen
Das gemeinnützige Unternehmen führt regional, deutschland- und teilweise europaweit Beratungen und diverse Kampagnen zum Thema Energieeinsparung durch. Der Fokus liegt auf der Online-Beratung, um Privathaushalten Einsparpotenziale aufzuzeigen, Energiekosten zu senken und gleichzeitig das Klima zu schützen. Die Themenpalette reicht vom Stromsparen im Alltag bis hin zur wärmetechnischen Modernisierung von Gebäuden. Mithilfe von interaktiven Energiespar-Ratgebern („EnergiesparChecks“) und des Energiesparkontos können Verbraucher herausfinden, in welchem Maße ihr Energieverbrauch die Umwelt belastet und welche individuellen Schritte sie zum Energiesparen unternehmen können. Mittel für die „datenbasierte Kommunikation“ sind neben Websites und Online-Ratgebern auch Newsletter an rund 150.000 Nutzer und eigene Datenbanken. co2online hat nach eigenen Angaben in der Vergangenheit knapp 20,2 Millionen Online-Beratungen durchgeführt (Stand: 29. Dezember 2023).
Durch Evaluationen wurden positive Auswirkungen der Ratgebernutzung auf CO2-Emissionen sowie auf Umsatz und Beschäftigung in Handwerk und Industrie festgestellt. Seit 2021 werden in einem jährlichen Wirkungsbericht Ergebnisse einer „Wirkungsmessung“ vorgestellt, die zusammen mit Institut für Energie- und Umweltforschung Heidelberg, Institut für ökologische Wirtschaftsforschung, Öko-Institut und Wuppertal Institut für Klima, Umwelt, Energie entwickelt worden ist. Im Jahr 2022 hat das Unternehmen nach eigenen Angaben 5,1 Millionen Besuche auf ihren Websites verzeichnet und durch Beratung die Vermeidung von 4,8 Millionen Tonnen CO2 angestoßen.
Gemeinsam mit dem Deutschen Mieterbund gibt das Unternehmen jährlich den bundesweiten Heizspiegel heraus. Die erste dieser Datenanalysen zu Heizkosten in Wohngebäuden ist im Jahr 2005 erschienen. Neben dem bundesweiten wurden auch kommunale Heizspiegel veröffentlicht.
Im Jahr 2014 hat co2online erstmals gemeinsam mit dem Bundesumweltministerium und anderen Verbraucherorganisationen, Forschungseinrichtungen, Energieagenturen und Wirtschaftsverbänden den bundesweiten Stromspiegel für Deutschland veröffentlicht. Seitdem sind insgesamt fünf Datenanalysen zum Stromverbrauch in privaten Haushalten erschienen, zuletzt im Jahr 2021. Dazu wurden über 290.000 Stromverbrauchsdaten aus ganz Deutschland ausgewertet, um bundesweit gültige Vergleichswerte zu ermitteln.
Im Jahr 2023 hat co2online zum ersten Mal einen Warmwasserspiegel herausgegeben. Damit werden aktuelle Daten zum Warmwasserverbrauch und Sparpotenzialen von Privathaushalten veröffentlicht.
Seit 2009 gibt es von co2online für Schulen einen jährlichen Wettbewerb namens „Energiesparmeister“, der sich an Schüler, Lehrer und Erzieher richtet. Ausgezeichnet werden damit die besten Klimaschutzprojekte an Schulen in Deutschland. 2023 sind dafür Bewerbungen von 418 Schulen eingegangen. In 15 Jahren wurden insgesamt 3.686 Bewerbungen gezählt und 222 Schulen ausgezeichnet.

## Auszeichnungen
Den Sustainable Energy Europe Award der Europäischen Kommission gewann co2online im Jahr 2007 in der Kategorie „Aufmerksamkeit“ für die Kampagne „Klima sucht Schutz“ und im Jahr 2015 in der Kategorie „Energieeffizienz“ für die Verbraucher-App ecoGator. Den CleanTech Media Award in der Kategorie „Nachhaltigkeit“ erhielt die Organisation im Jahr 2008. Von der Internationalen Energieagentur (IEA) wurde das co2online-Projekt Heizspiegel in 2009 in einer internationalen Studie mit 30 Beispielen aus aller Welt als innovative Aktivität aus Deutschland vorgestellt. Als offizielles Projekt der UN-Dekade „Bildung für Nachhaltige Entwicklung“, einer Initiative der UNESCO, darf sich seit 2009 der co2online-Schulwettbewerb „Energiesparmeister“ bezeichnen. Das „Wirkt-Siegel“ von Phineo erhielt co2online im Jahr 2023.

## Kritik
Kritik gab es im Jahr 2013 an der von co2online organisierten Kampagne „Stromsparinitative“, die vom damaligen Bundesumweltminister Peter Altmaier (CDU) initiiert worden war. Der SPIEGEL berichtete über Antworten der Bundesregierung auf eine Kleine Anfrage der Bundestagsfraktion der Grünen. Danach sind Kosten von 600.000 Euro für eine wenig genutzte Internetplattform entstanden. Aus der „Stromsparinitiative“ sind mittlerweile die Website stromspiegel.de und die Datenanalyse Stromspiegel hervorgegangen, über die unter anderem der SPIEGEL berichtet hat.
In einer Kleinen Anfrage im Mai 2005 gab es Kritik an der Kampagne „Klima sucht Schutz“ und dem „Heiz-Energiecheck“ von co2online. Absender war die Bundestagsfraktion der CDU/CSU. Kritisiert wurde das Vergabeverfahren für Fördermittel und die „Notwendigkeit, Effektivität und Aussagegenauigkeit“ des Heiz-Energiechecks laut eines Gutachtens der Deutschen Energie-Agentur. Bereits im Februar hatten verschiedene Medien darüber berichtet. Das damals von Jürgen Trittin (Bündnis 90/Die Grünen) geleitete Bundesumweltministerium sprach in einer Pressemitteilung von „Kritik an Online-Energieberatung ohne Hand und Fuß“.